# Racial Discrimination Act
Der Racial Discrimination Act ist ein Gesetz, das 1975 vom australischen Parlament während der Amtszeit des Premierministers Gough Whitlam (Australian Labor Party) verabschiedet wurde.
Rassendiskriminierung wurde durch dieses Gesetz in Australien für unrechtmäßig erklärt. Es hat Vorrang vor der Gesetzgebung der Bundesstaaten bzw. Territorien. Die Verabschiedung des Racial Discrimination Act erfolgte, nachdem Australien das Internationale Übereinkommen zur Beseitigung jeder Form von Rassendiskriminierung unterzeichnet hatte. Die Gültigkeit des Gesetzes wurde 1982 vom High Court of Australia durch dessen Urteil im Koowarta-Fall bestätigt.